# Sankta Agnes katakomber
Sankta Agnes katakomber, italienska Catacombe di Sant'Agnese, är en underjordisk begravningsplats i nordöstra Rom i Italien. Katakomberna, vilka är belägna vid Via Nomentana, är uppkallade efter den romerska jungfrumartyren Agnes. 
Tillsammans med basilikan Sant'Agnese fuori le Mura, mausoleet Santa Costanza samt en basilika från Konstantins tid utgör Sankta Agnes katakomber att av de bäst bevarade tidigkristna byggnadskomplexen.
Katakomberna återupptäcktes av Onofrio Panvinio på 1500-talet.